# Václav Halama
Václav Halama (4. listopadu 1940 Jablonec nad Nisou – 8. června 2017 Kolín nad Rýnem), v německojazyčném prostředí známý také jako Wenzel Halama, byl český fotbalista a trenér, který od konce 80. let 20. století působil jako hráčský agent a fotbalový diplomat.

## Hráčská kariéra
Začínal ve Spartaku ZEZ (Závody elektrotepelných zařízení) Rychnov u Jablonce nad Nisou, po přestupu do Jablonce nad Nisou hrál za místní Jiskru dorosteneckou ligu. Během základní vojenské služby nastupoval za Duklu Tábor, poté se do Jiskry vrátil. Následně se stal hráčem oddílu VŽKG Ostrava (Vítkovice), který usiloval o postup do I. ligy. Půl roku poté, co Jiskra v sezoně 1962/63 zvítězila v Severočeském krajském přeboru a vybojovala druholigovou účast, se na jaře 1964 do Jablonce vrátil, stal se jeho kapitánem a patřil k ústředním postavám týmu až do konce 60. let. V sezoně 1968/69 byl Jablonec blízko své první účasti v nejvyšší soutěži, porážka 0:4 v předposledním kole na hřišti Spartaku Hradec Králové však odsunula mužstvo na nepostupovou 3. příčku. Hráčskou kariéru uzavřel v nižší švýcarské soutěži.

## Trenérská kariéra
Od začátku 70. let byl hrajícím trenérem jabloneckého B-mužstva, se kterým se v sezoně 1971/72 vítězstvím v Severočeském krajském přeboru probojoval do divize. V prvoligové sezoně 1974/75 a na podzim 1975 byl asistentem trenéra Tadeáše Krause u jabloneckého A-mužstva. Koncem roku 1975 následoval svou švýcarskou manželku a odešel do Západního Německa. V Kolíně nad Rýnem studoval trenérství a obdržel německou profilicenci.
Během studia trenérské profilicence byl asistentem trenéra v západoněmeckém druholigovém klubu FC Augsburg. Jako hlavní trenér vedl rakouský Grazer AK (vítěz rakouského poháru 1980/81), západoněmecký druholigový TSV 1860 München, vídeňskou Austrii (vítěz rakouského poháru 1981/82, semifinalista PVP 1982/83 a mistr Rakouska 1983/84), řecký AEK Athény, poté byl opět v Mnichově, ve švýcarském Locarnu a opět ve Štýrském Hradci, kde trenérskou kariéru uzavřel.